# Linh dương hoẵng bụng trắng
Cephalophus leucogaster là một loài động vật có vú trong họ Bovidae, bộ Artiodactyla. Loài này được Gray mô tả năm 1873.
Chúng được tìm thấy ở trung bộ Phi. Người ta ít biết đến sinh thái của loài này, và chỉ có một số thông tin về môi trường sống và chế độ ăn có sẵn.
Phạm vi phân bố ở Cameroon, Cộng hòa Trung Phi, Cộng hòa Congo, Cộng hòa Dân chủ Congo, Guinea Xích Đạo và Gabon (Wilson & Reeder, 1993), trong khi nó có thể bị tuyệt diệt ở Uganda. 

## Hình ảnh

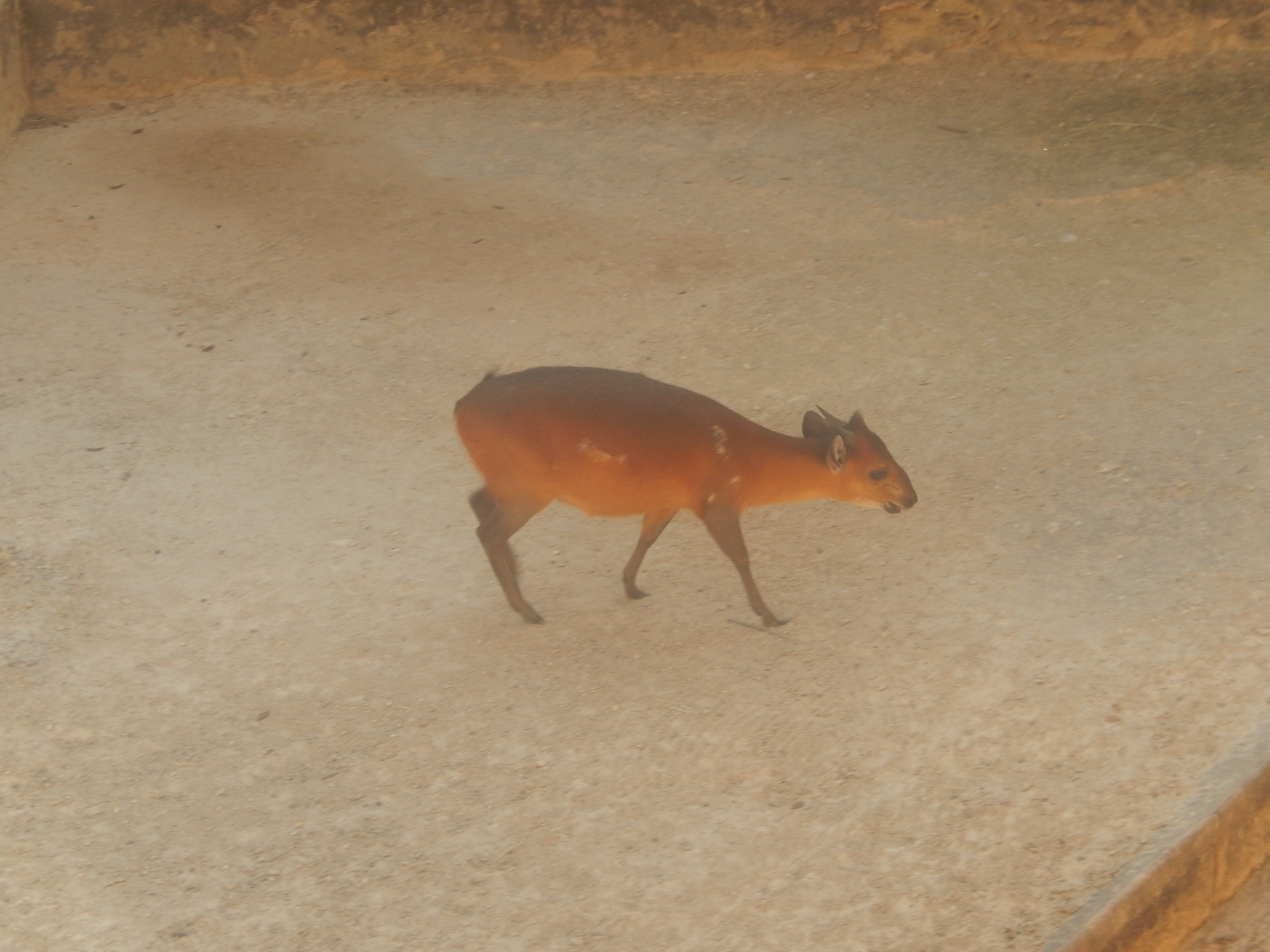